# Thalictrum deamii
Thalictrum deamii är en ranunkelväxtart som beskrevs av B. Boiv.. Thalictrum deamii ingår i släktet rutor, och familjen ranunkelväxter. Inga underarter finns listade i Catalogue of Life.